# Klemens Pütz
Klemens Pütz (* 1960 in Bonn) ist ein deutscher Biologe und Wissenschaftlicher Direktor des Antarctic Research Trust.

## Leben
Pütz promovierte 1993 an der Christian-Albrechts-Universität Kiel über die Ernährungsökologie von Kaiser- und Königspinguinen. Danach war er drei weitere Jahre als Postdoktorand an der CAU Kiel tätig, bevor er ab 1997 auf den Falklandinseln als Fischerei-Inspektor und wissenschaftlicher Berater von Falklands Conservation arbeitete. In dieser Zeit war er auch Gründungsmitglied des Antarctic Research Trusts, für den er seitdem als Stiftungsrat und wissenschaftlicher Direktor tätig ist. Im Jahr 2001 kehrte Pütz nach Deutschland zurück und untersuchte an der Vogelwarte Hiddensee die Steuerung des Vogelzugs am Beispiel der Heringsmöwe. Seit 2003 ist er neben seinem Engagement für den Antarctic Research Trust als selbstständiger Biologe und Pinguinforscher tätig. Darüber hinaus ist er seit 1994 regelmäßig als Lektor und Expeditionsleiter auf verschiedenen Kreuzfahrtschiffen in der Antarktis, der Subantarktis und, seit 2009, in der Arktis unterwegs.

## Wirken
Über 70 wissenschaftliche Veröffentlichungen und zahlreiche Auftritte in den Medien sind das Ergebnis seiner langjährigen Forschungstätigkeit. Er ist zudem Autor des Buches „Unverfrorene Freunde – Mein Leben unter Pinguinen“, erschienen 2018 im Ullstein Verlag, und Ko-Autor eines Antarktis-Reiseführers und eines Bestimmungsbuches für die Tierwelt der Antarktis und der Subantarktis. Pütz veröffentlichte bis 2019 über 100 Beiträge und Artikel mit den Ergebnissen seiner Arbeit.

## Veröffentlichungen (Auswahl)
- K. Pütz, D. Batarilo: Unverfrorene Freunde – Mein Leben unter Pinguinen. Ullstein-Verlag, 2018, ISBN 978-3-550-05034-3.
- K. Pütz, P. N. Trathan, J. Pedrana, M. A. Collins, S. Poncet, B. Lüthi: Post-fledging dispersal of King Penguins (Aptenodytes patagonicus) from two breeding sites in the South Atlantic Ocean. In: PLoS ONE. Band 9, Nr. 5, 2014, Artikel e97164. doi:10.1371/journal.pone.0097164
- K. Pütz, C. Reinke-Kunze: Tierwelt der Antarktis und Subantarktis. Antarctic Research Trust, Forch, Switzerland 2009, ISBN 978-3-033-01791-7.
- K. Pütz, A. Schiavini, A. Raya Rey, B. H. Lüthi: Winter migration of magellanic penguins (Spheniscus magellanicus) from the southernmost distributional range. In: Marine Biology. Band 152, 2007, S. 1227–1235.
- K. Pütz, A. Raya Rey, N. Huin, A. Schiavini, A. Pütz, B. H. Lüthi: Diving characteristics of Southern Rockhopper Penguins (Eudyptes c. chrysocome) in the Southwest Atlantic. In: Marine Biology. Band 149, 2006, S. 125–137.
- K. Pütz, A. Raya Rey, A. Schiavini, A. P. Clausen, B. H. Lüthi: Winter migration of Rockhopper Penguins (Eudyptes c. chrysocome) breeding in the Southwest Atlantic: Is utilisation of different foraging areas reflected in opposing population trends? In: Polar Biology. Band 29, 2006, S. 735–744.
- K. Pütz, Y. Cherel: The diving behaviour of brooding King Penguins (Aptenodytes patagonicus) from the Falkland Islands: Variation in dive profiles and synchronous underwater swimming provide new insights into their foraging strategies. In: Marine Biology. Band 147, 2005, S. 281–290.
- C. Reinke-Kunze, K. Pütz: Antarktische Halbinsel, Falkland Inseln, Südgeorgien – Reisebegleiter. Antarctic Research Trust, Forch 2005, ISBN 3-033-00606-X.
- K. Pütz, R. P. Wilson, J.-B. Charrassin, T. Raclot, J. Lage, M. A. M. Kierspel, Y. Le Maho, B. M. Culik, D. Adelung: Foraging strategies of King Penguins (Aptenodytes patagonicus) at Crozet Islands. In: Ecology. Band 79, 1998, S. 1905–1921.
- Y. Handrich, R. M. Bevan, J.-B. Charrassin, P. J. Butler, K. Pütz, A. J. Woakes, J. Lage, Y. Le Maho: Hypothermia in foraging King Penguins. In: Nature. Band 388, 1997, S. 64–67.
- K. Pütz: Aspects of the feeding ecology of Emperor Penguins (Aptenodytes forsteri) and King Penguins (A. patagonicus). In: Reports on Polar Research. Band 136, 1994, S. 141.